# Muzeum vévody Antona Ulricha
Muzeum vévody Antona Ulricha (německy Herzog Anton Ulrich-Museum, zkratkou HAUM) v Brunšviku v Dolním Sasku, je muzeum výtvarného umění, založené již roku 1754 a disponující jednou z nejvýznamnějších sbírek starého umění v Německu. Pojmenované je podle zakladatele sbírky, místního vévody Antona Ulricha (1633–1714), jednoho z typických představitelů osvíceného absolutismu; sbírku pak otevřel veřejnosti jeho nástupce Karel I. Brunšvicko-Wolfenbüttelský. 

## Galerie

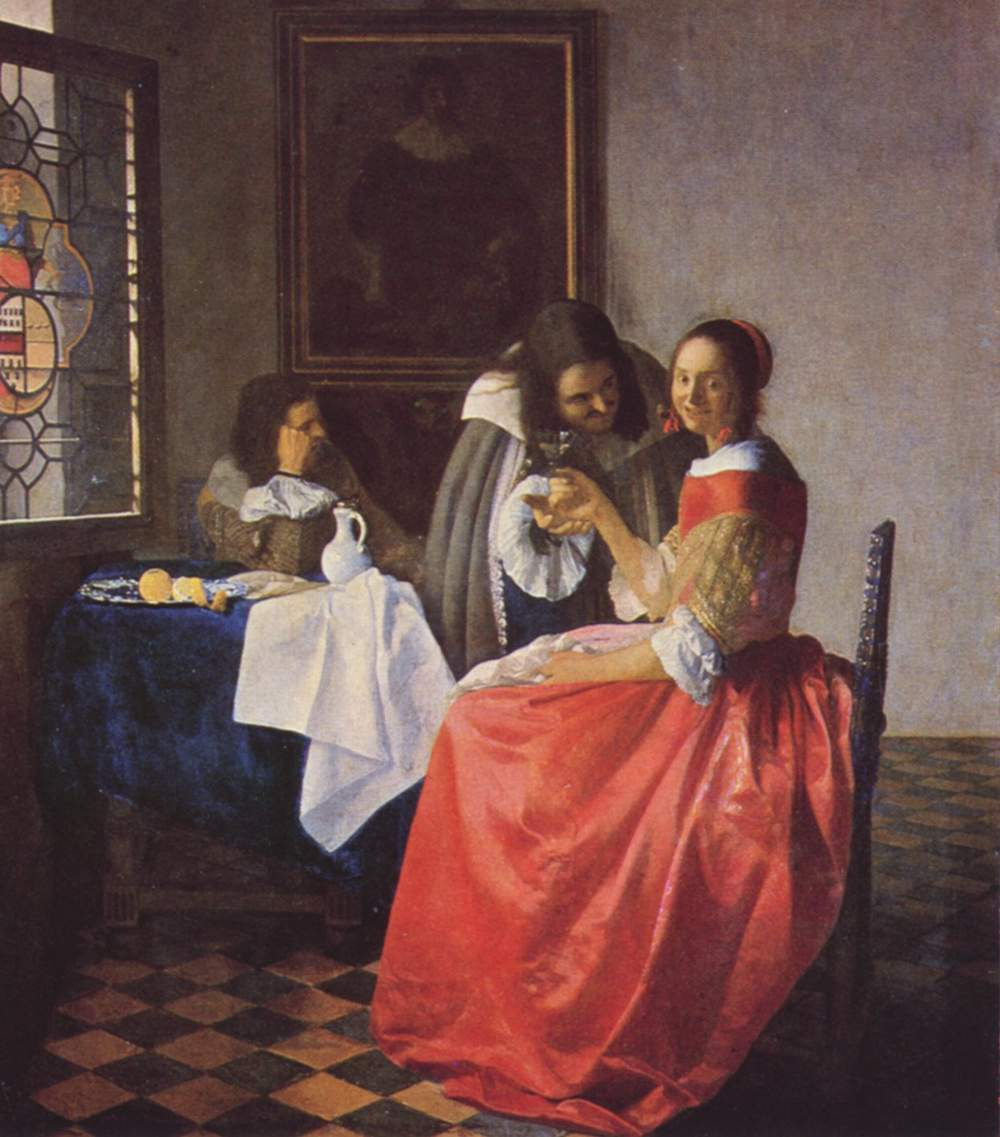
Jan Vermeer: Dívka se sklenkou vína
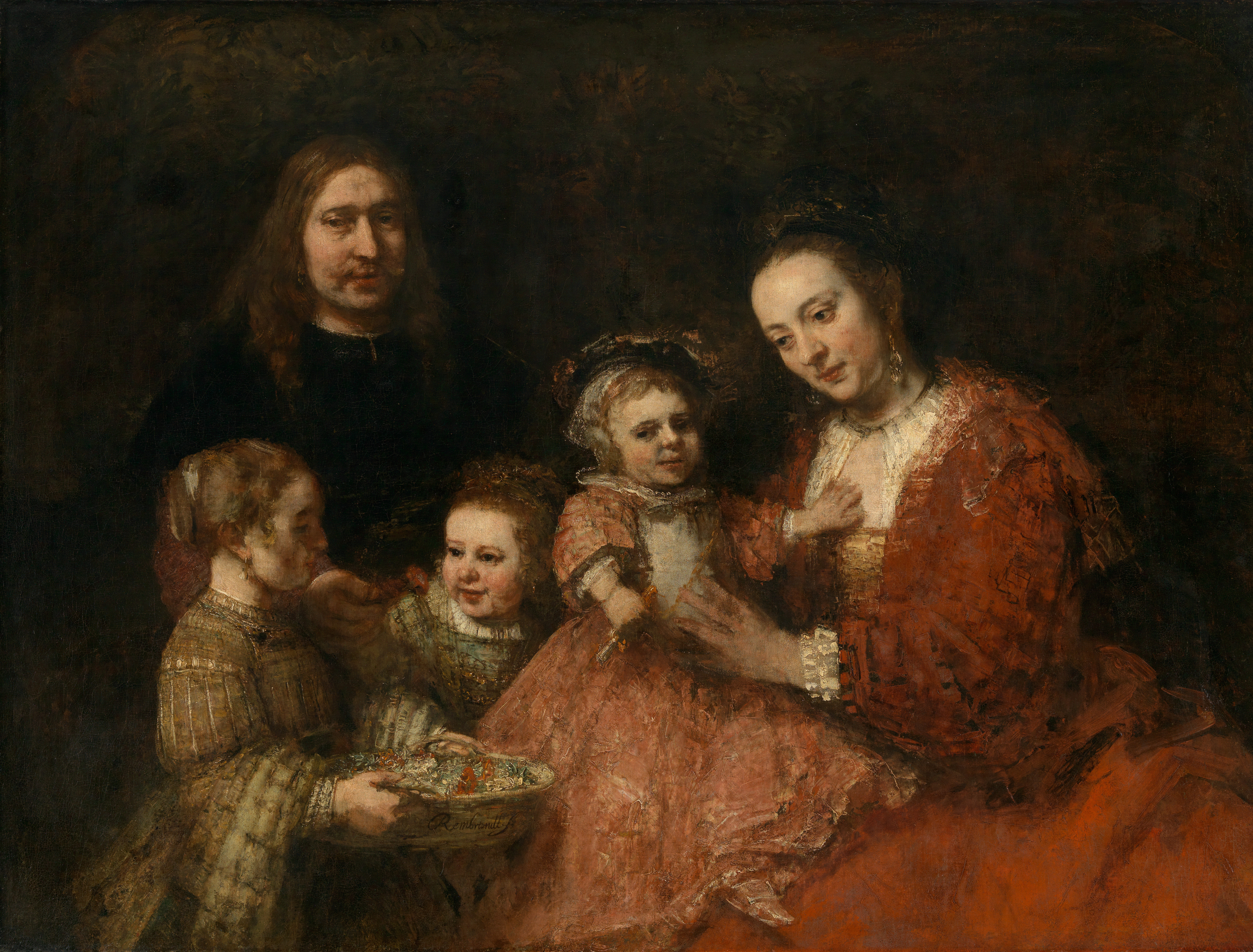
Rembrandt: Brunšvický rodinný portrét
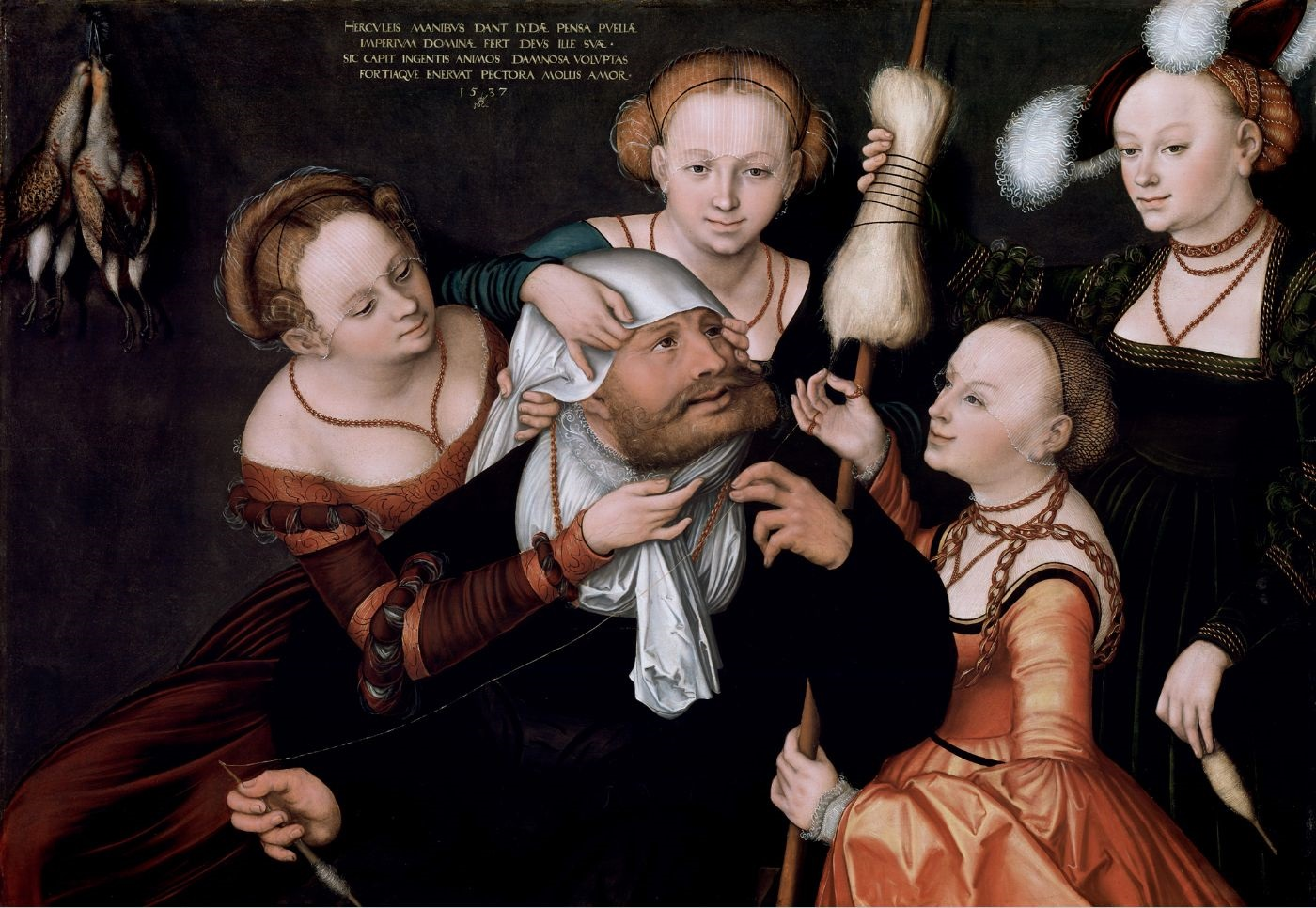
Lucas Cranach starší, Herakles u Omfaly
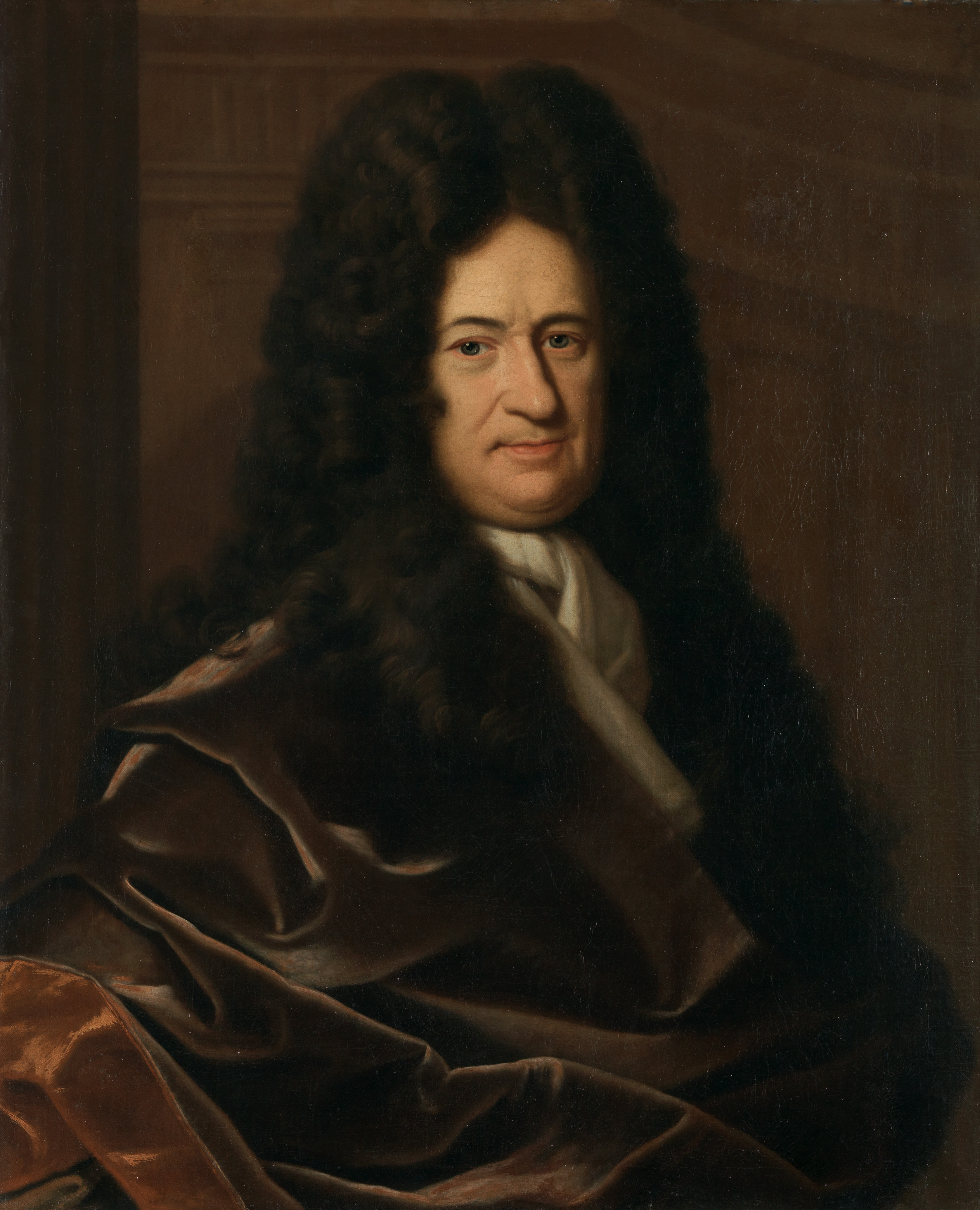
Christoph Bernhard Francke: Gottfried Wilhelm Leibniz
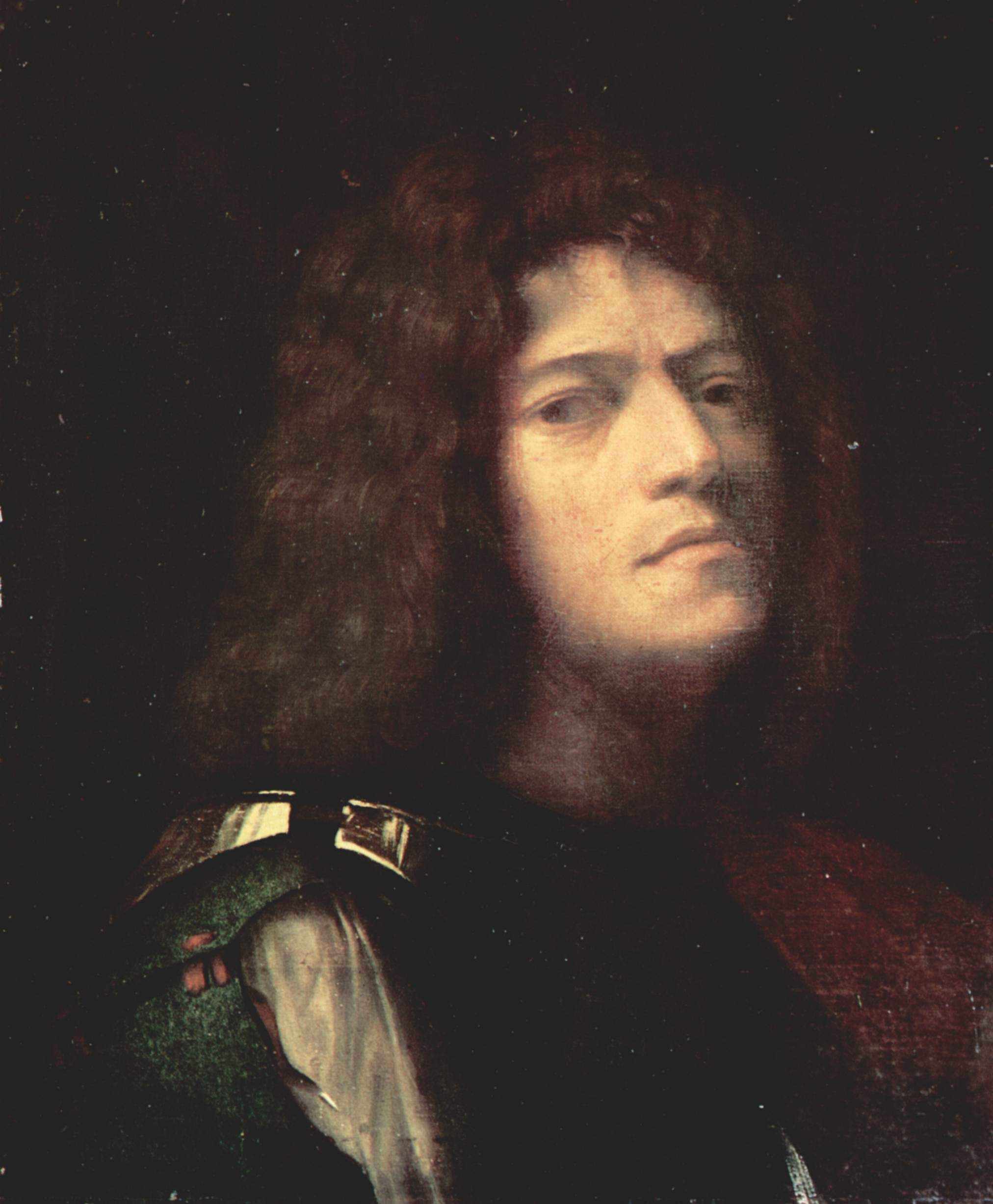
Giorgione: Autoportrét
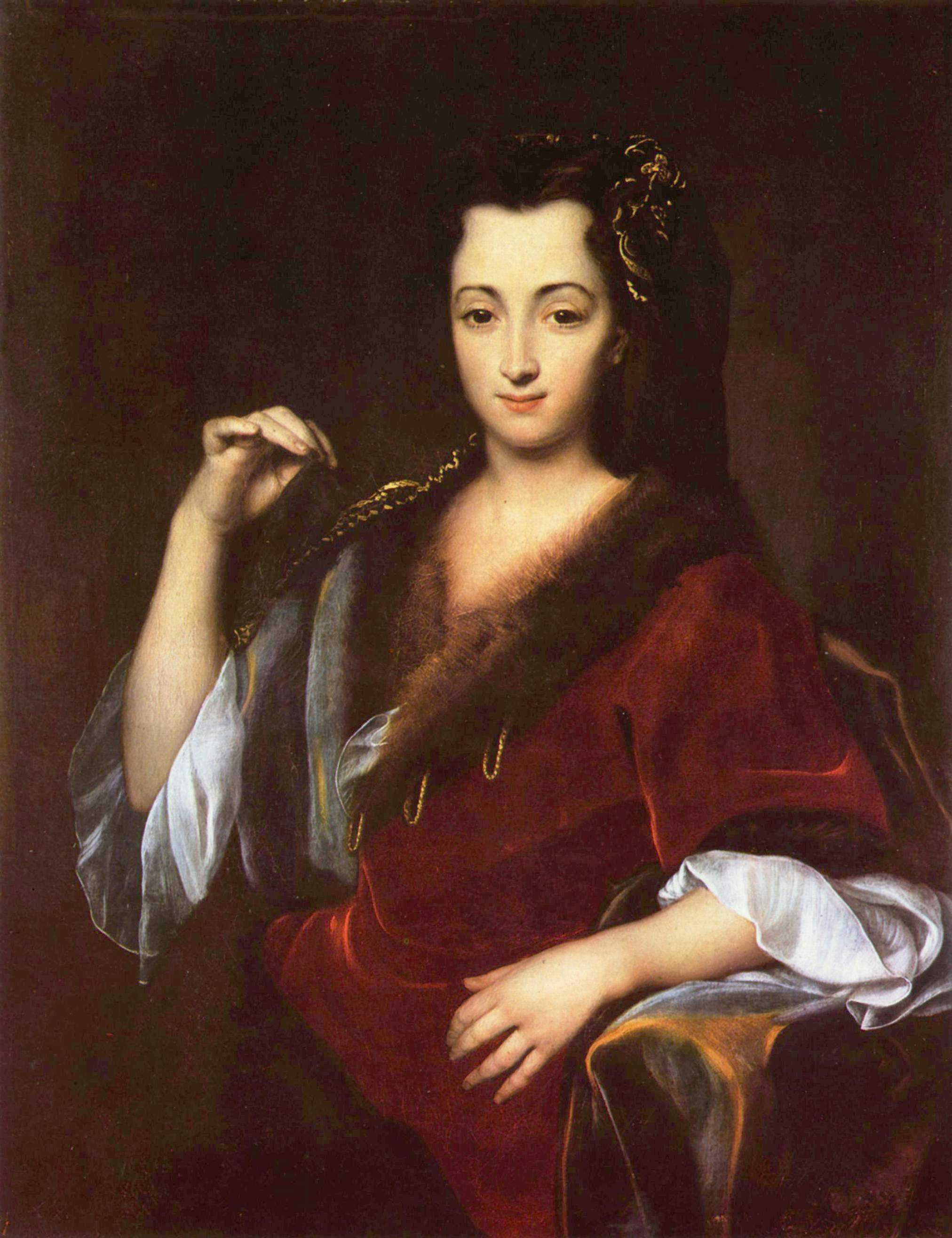
Jan Kupecký: Krásná Polka
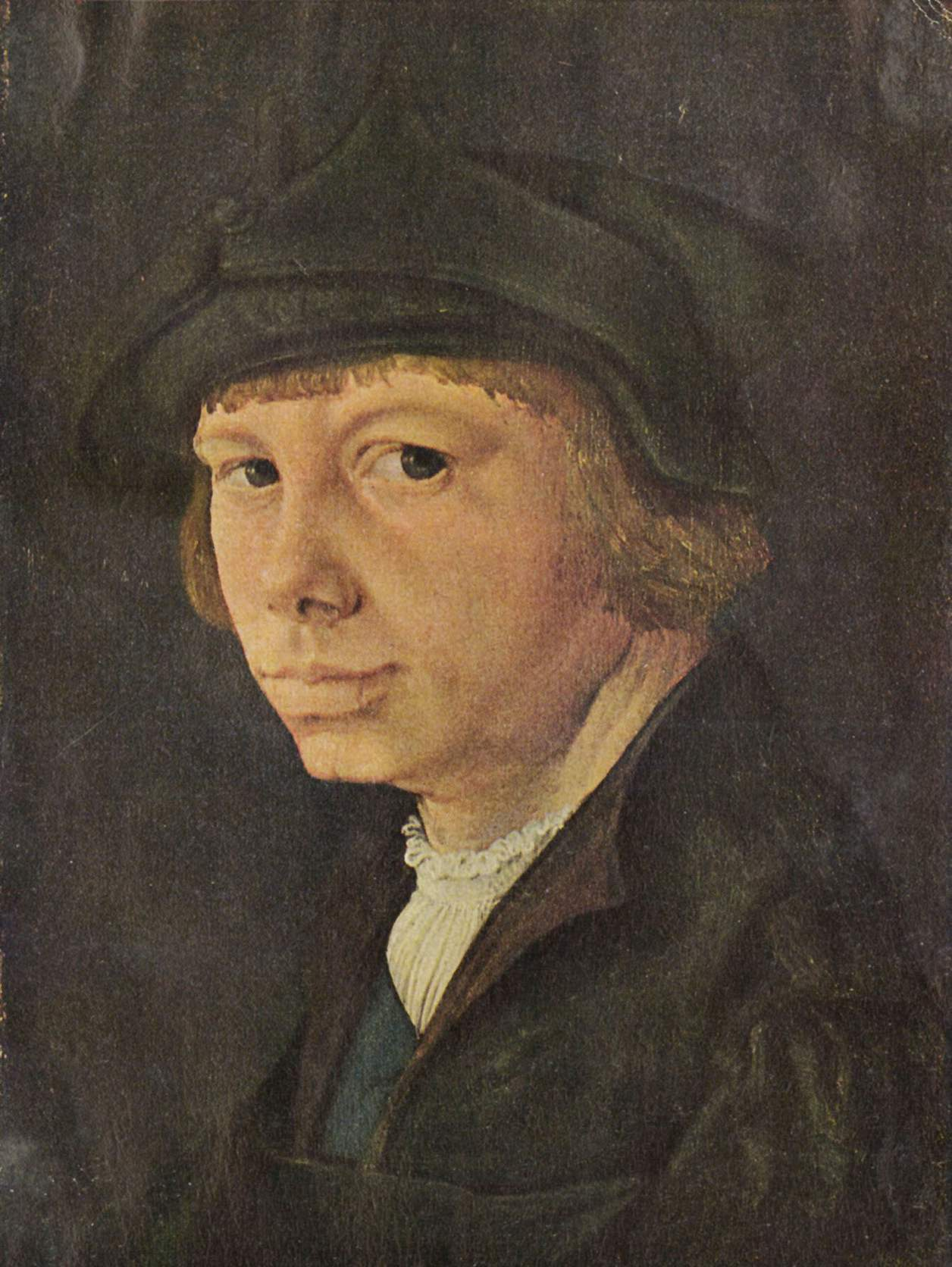
Lucas von Leyden: Autoportrét
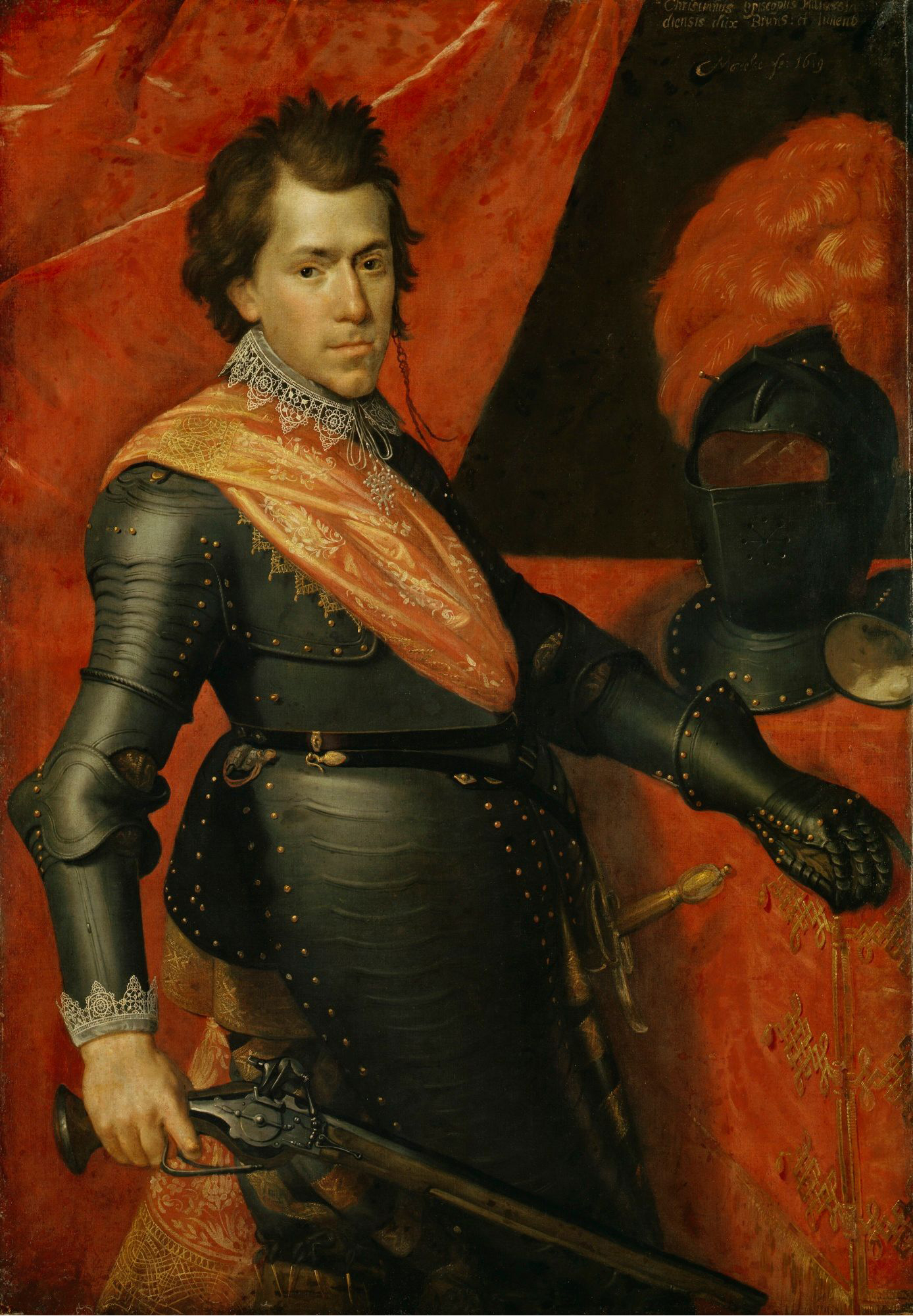
Paulus Moreelse: Kristián Mladší, vévoda brunšvicko-luneburský
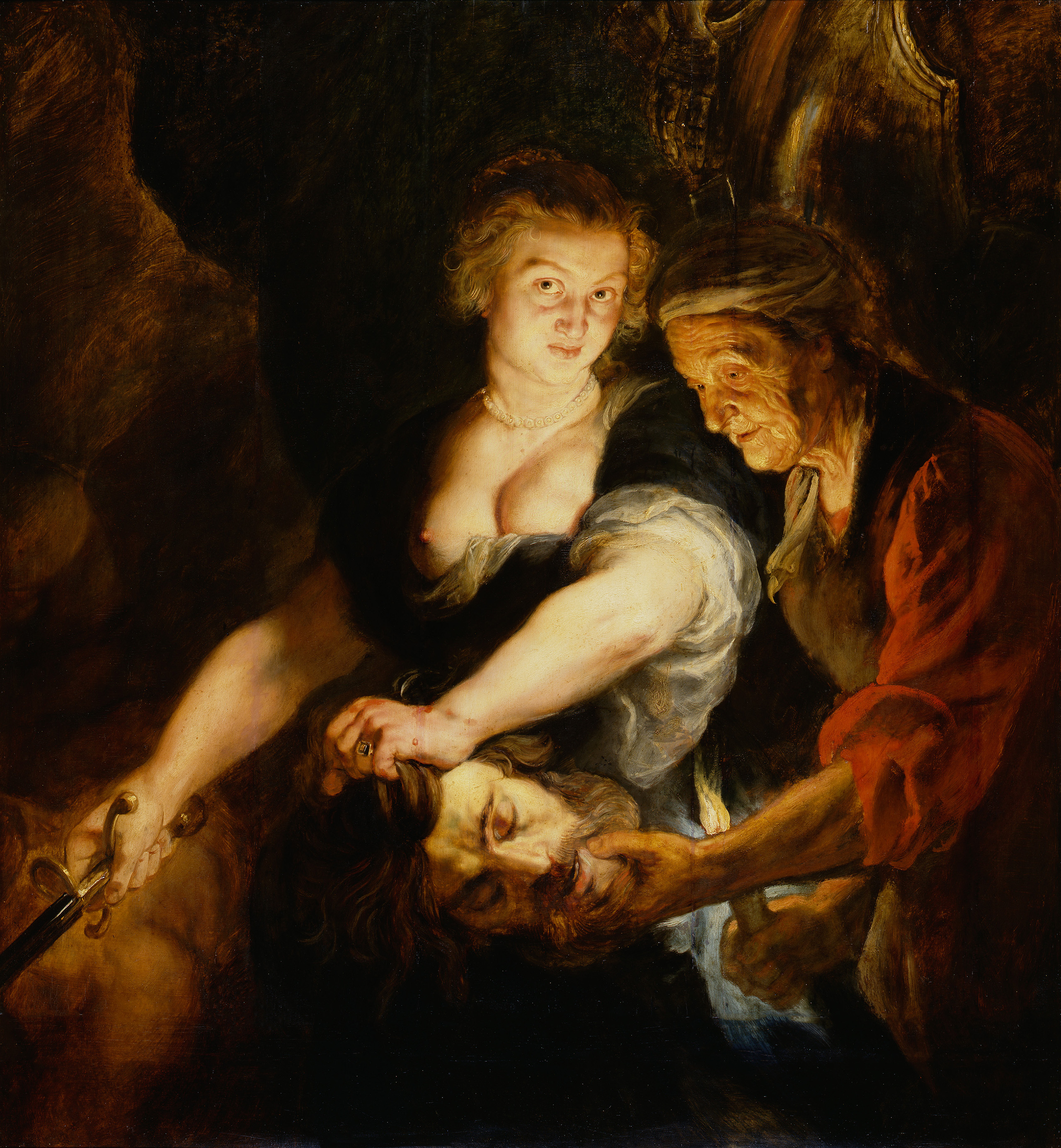
Peter Paul Rubens: Judita s hlavou Holoferna
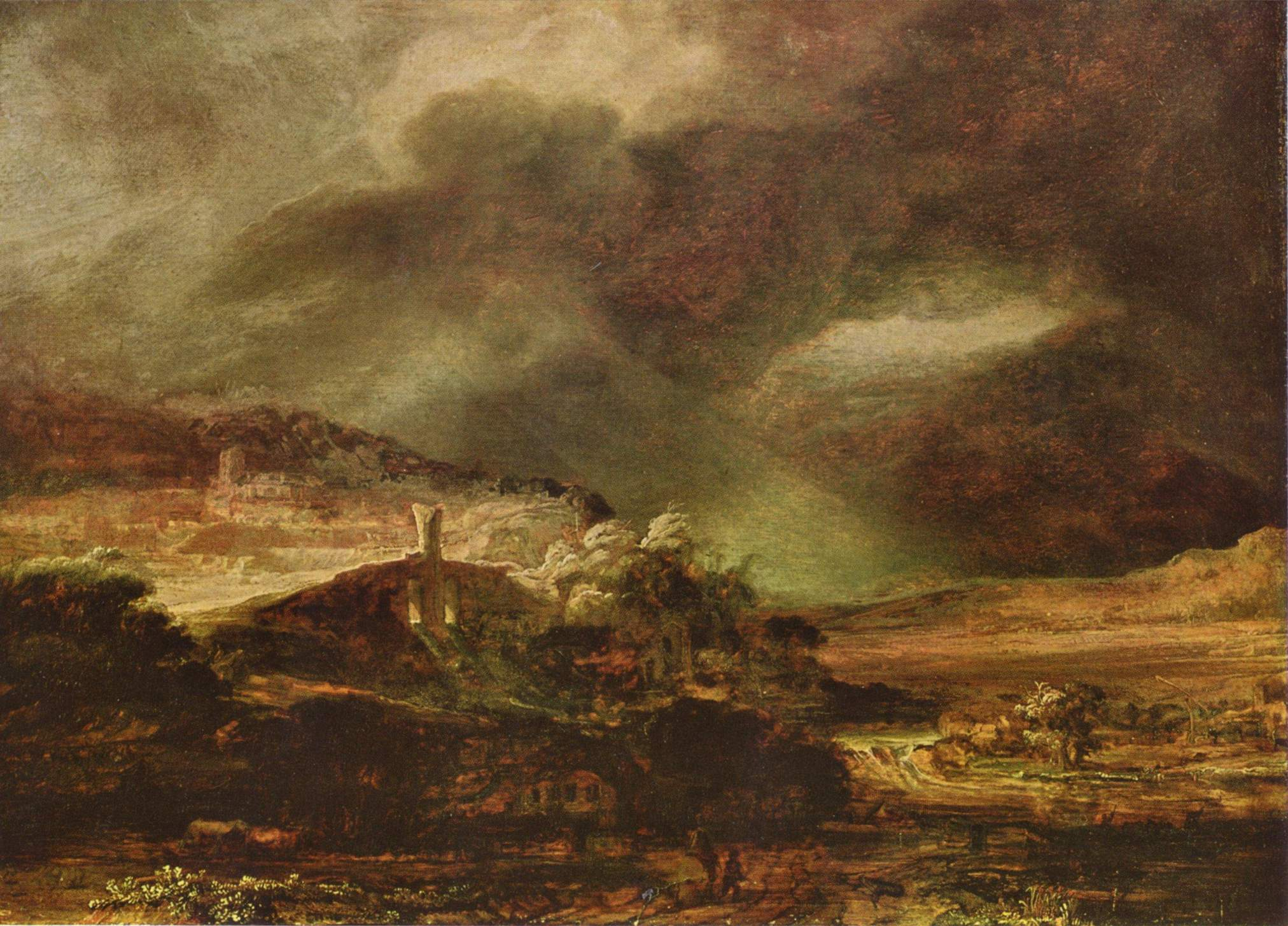
Rembrandt van Rijn: Krajina s bouří
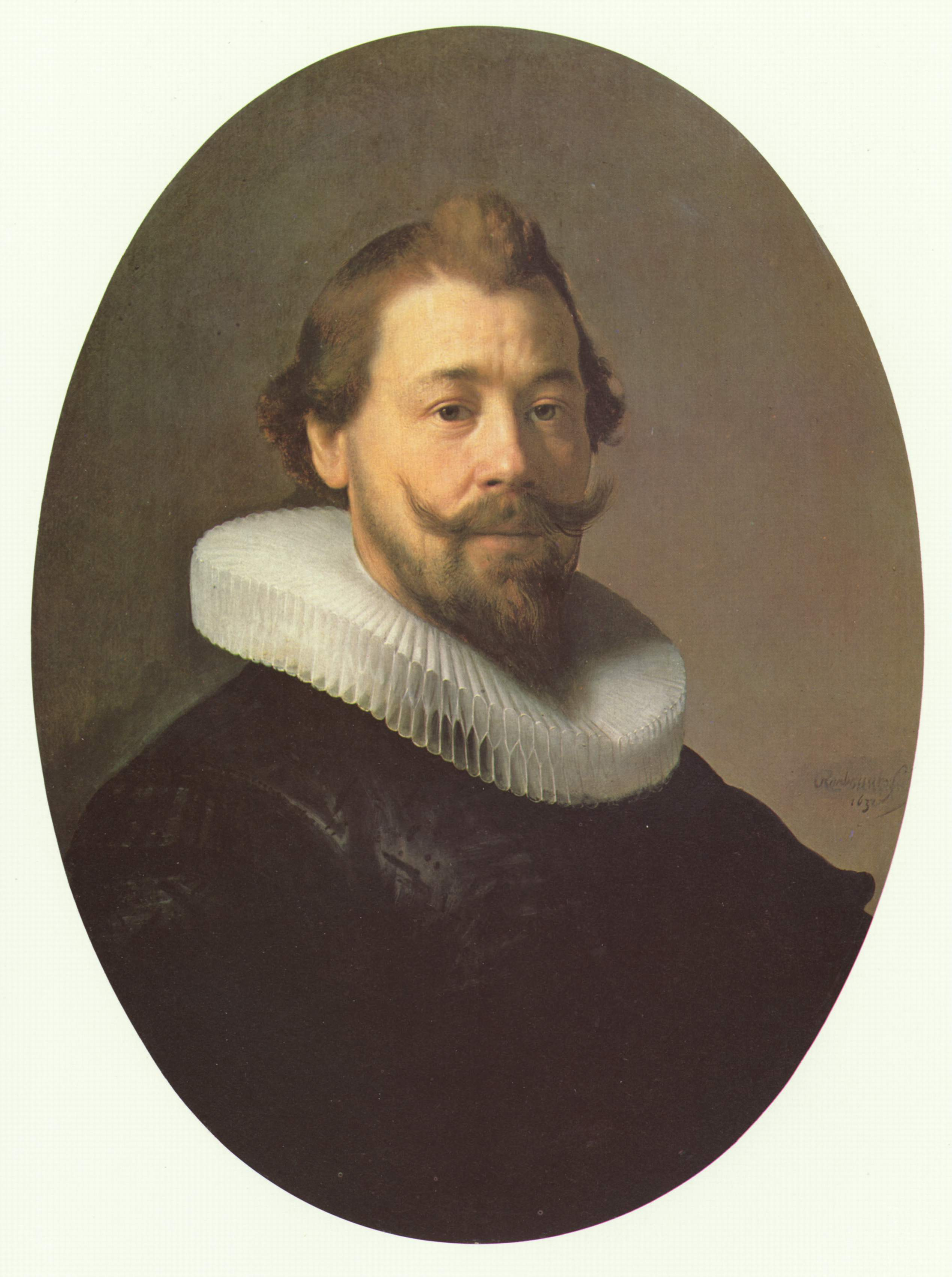
Rambrandtův okruh: Mužský portrét
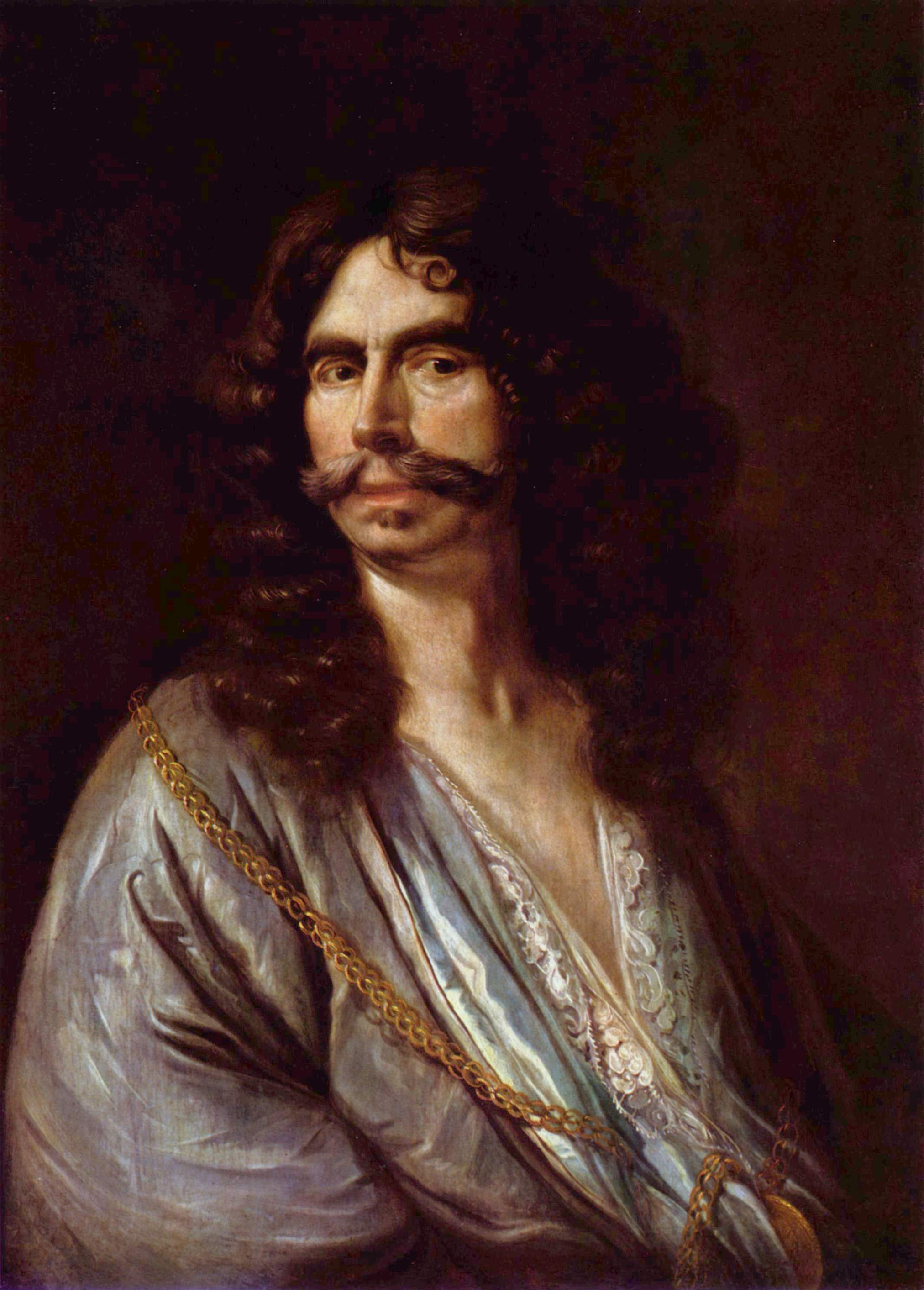
Johann Heinrich Roos: Autoportrét
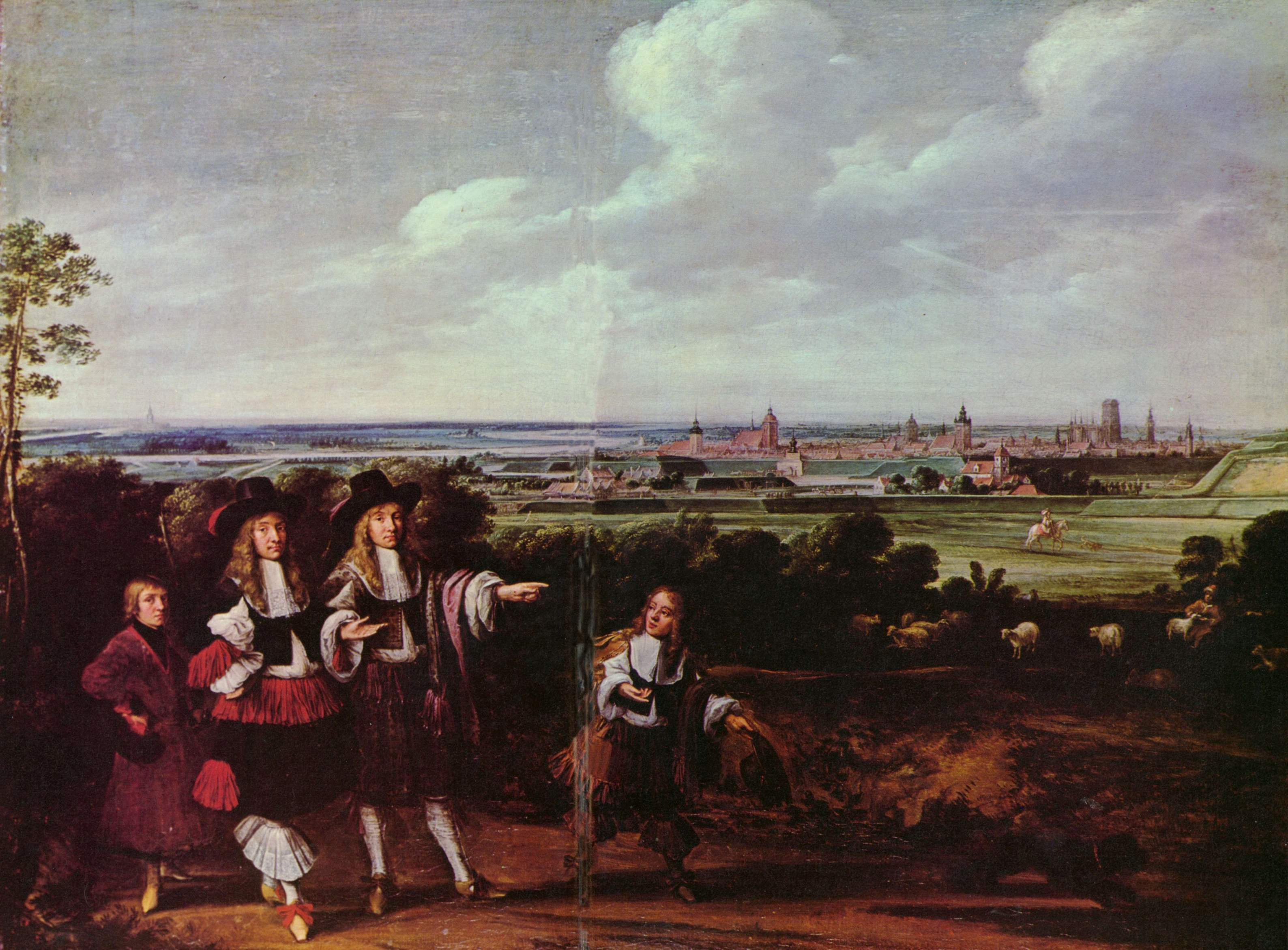
Andreas Stech: Procházka před branami Gdaňsku
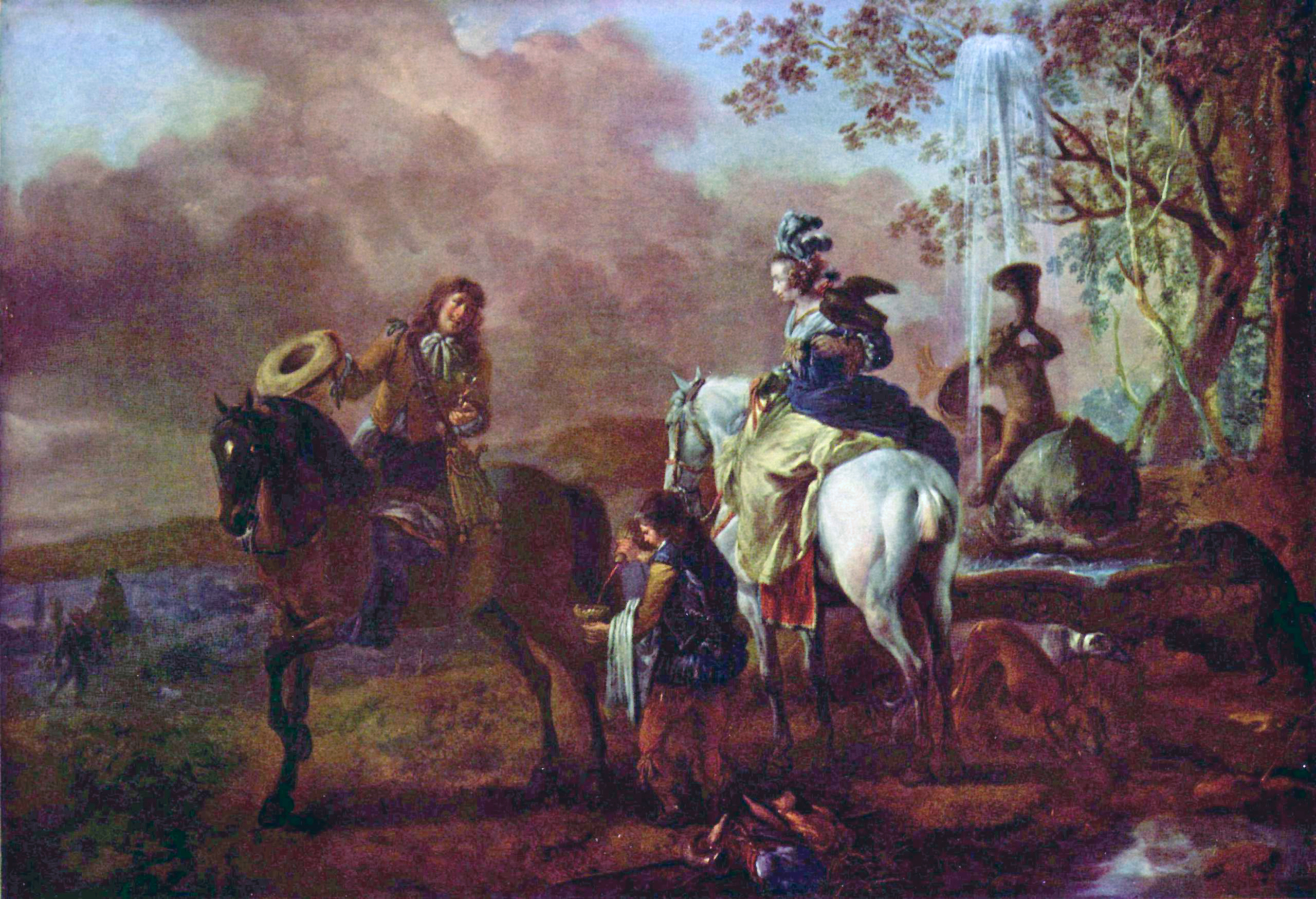
Philips Wouwerman: Odpočinek sokolníků